# Brighton
Pour les articles homonymes, voir Brighton (homonymie).
Brighton (prononcé en anglais : ˈbraɪtən ou ˈbɹaɪtn) est une ville britannique située dans le Sussex de l'Est, dans la région d'Angleterre du Sud-Est. Elle dépend de l'autorité unitaire de Brighton et Hove depuis 1997. Lors du recensement de 2011, elle compte 273 400 habitants.

## Géographie

### Localisation
Brighton est établie sur une baie peu profonde de la côte de la Manche, autour d'une rivière saisonnière appelée Wellesbourne ou Whaleshbone. Elle est dominée au nord par les South Downs. Le Brighton moderne forme le centre d’une conurbation importante qui s’étend le long de la côte entre Littlehampton et Seaford, avec une population de 474 485 habitants.

### Voies de communication
Brighton est reliée au réseau routier national par la route A23 au nord vers Londres et le reste du pays, ainsi que par deux routes est-ouest, A259 le long de la côte et A27 vers l'intérieur des terres.

### Transports

#### Chemin de fer
La gare de Brighton est située au terminus de la ligne qui mène à Londres-Victoria. Elle se situe au nord du quartier North Lanes.

#### Transport aérien
Brighton possède un aéroport dont le code AITA est BSH.

#### Transport maritime
Le port voisin de Newhaven propose une liaison quotidienne directe en ferry vers Dieppe avec deux rotations.

## Histoire

### Origines
Dans le Domesday Book, Brighton s’appelait Bristelmestone et devait payer une redevance de 4 000 harengs. En juin 1514, Brighthelmstone a été entièrement brûlée par des envahisseurs français au cours d’une guerre entre l’Angleterre et la France. Seule une partie de l’église Saint-Nicolas et le tracé des rues ont subsisté. La première représentation connue de Brighthelmstone a été faite en 1545 et nous dépeint le raid français de 1514.
Pendant les années 1740 et 1750, Richard Russell, un médecin de Lewes, a commencé à prescrire à ses patients l’utilisation médicale de l’eau de mer à Brighton. À partir de ce moment commença le développement du quartier de Regency terraces et le village de pêcheurs devint la destination élégante de Brighton. La croissance de la ville fut stimulée avec l'ouverture en 1783, en présence du Prince de Galles (par la suite le roi George IV), du premier établissement de bains. Celui-ci passait dans cette ville une grande partie de son temps libre et construisit le coûteux Pavillon Royal exotique pendant la première partie de sa régence.

### Époque moderne

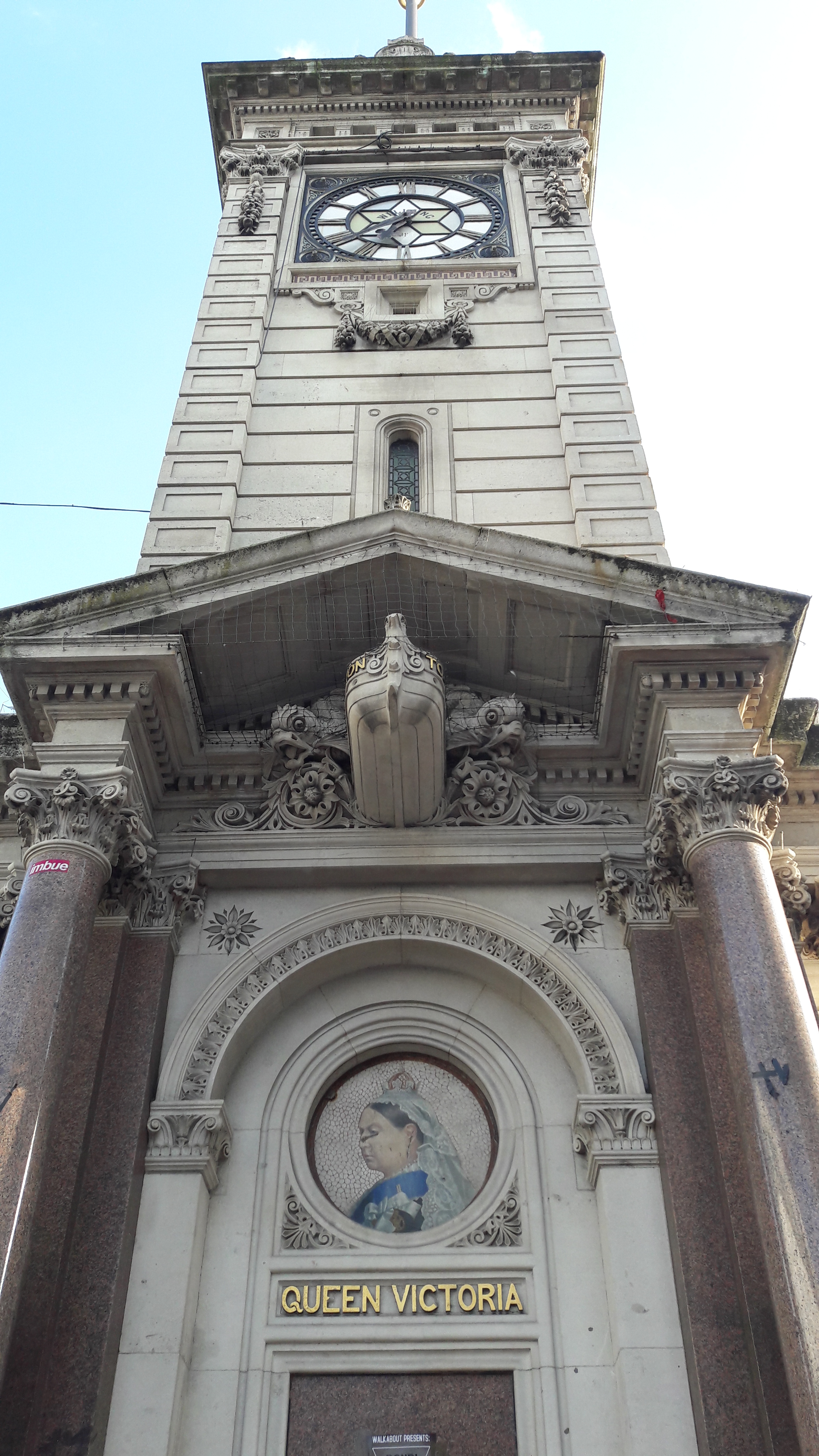
Tour de l'Horloge construire en 1888 par l'architecte John Johnson, en l'honneur du Jubilé d'Or de la Reine Victoria.

L’arrivée du chemin de fer, en 1841, mit Brighton à la portée des excursionnistes de Londres qui souhaitaient y faire une visite d’une journée, et sa croissance démographique rapide la mena d’environ 7 000 habitants en 1801 à plus de 120 000 en 1901. L’ère victorienne vit la construction de beaucoup d’édifices célèbres de Brighton comme le Grand Hôtel (1864), le West Pier (1866) et le Palace Pier (1899).
En 1896, après l'abolition de la loi Locomotive Act obligeant les automobiles à être précédées d'un piéton brandissant un drapeau rouge, les automobilistes britanniques célébrèrent en faisant de Brighton la destination d'une course automobile partant de Londres. Encore aujourd'hui, la course de voitures anciennes Londres-Brighton, qui a lieu tous les ans, attire de nombreux spectateurs.
De 1854 et 1952 la superficie de la ville de Brighton s’est accru de façon importante, passant de 1640 acres à 14 347 acres. De nouveaux ensembles ont été bâtis dans les zones acquises y compris à Moulsecoomb, Bevendean, Coldean et Whitehawk. Un petit ensemble d’habitations, Tarnerland, a été aussi construit en même temps, situé à côté de la Richmond Street.
Pendant la Première Guerre mondiale le Royal Pavilion est transformé en hôpital pour les soldats blessés d'origine indienne.
Pendant la Seconde Guerre mondiale, les plages de Brighton ont été barbelées et minées par crainte d'un débarquement allemand. Finalement, ce débarquement n'a jamais eu lieu. En revanche des raids aériens allemands sont menés sur la ville, le premier date du 15 juillet 1940 ; le cinéma Odeon est bombardé le 14 septembre 1940 et le 25 mai 1943 un raid aérien de la Luftwaffe fait 24 morts et 51 blessés.
Sur bien des points, la situation d’après-guerre de Brighton a été la continuation du « Brighton élégant » qui attirait les aristocraties au temps des rois George. La croissance du tourisme de masse a encouragé de nombreuses entreprises de Brighton à satisfaire les besoins des vacanciers venus en foule.

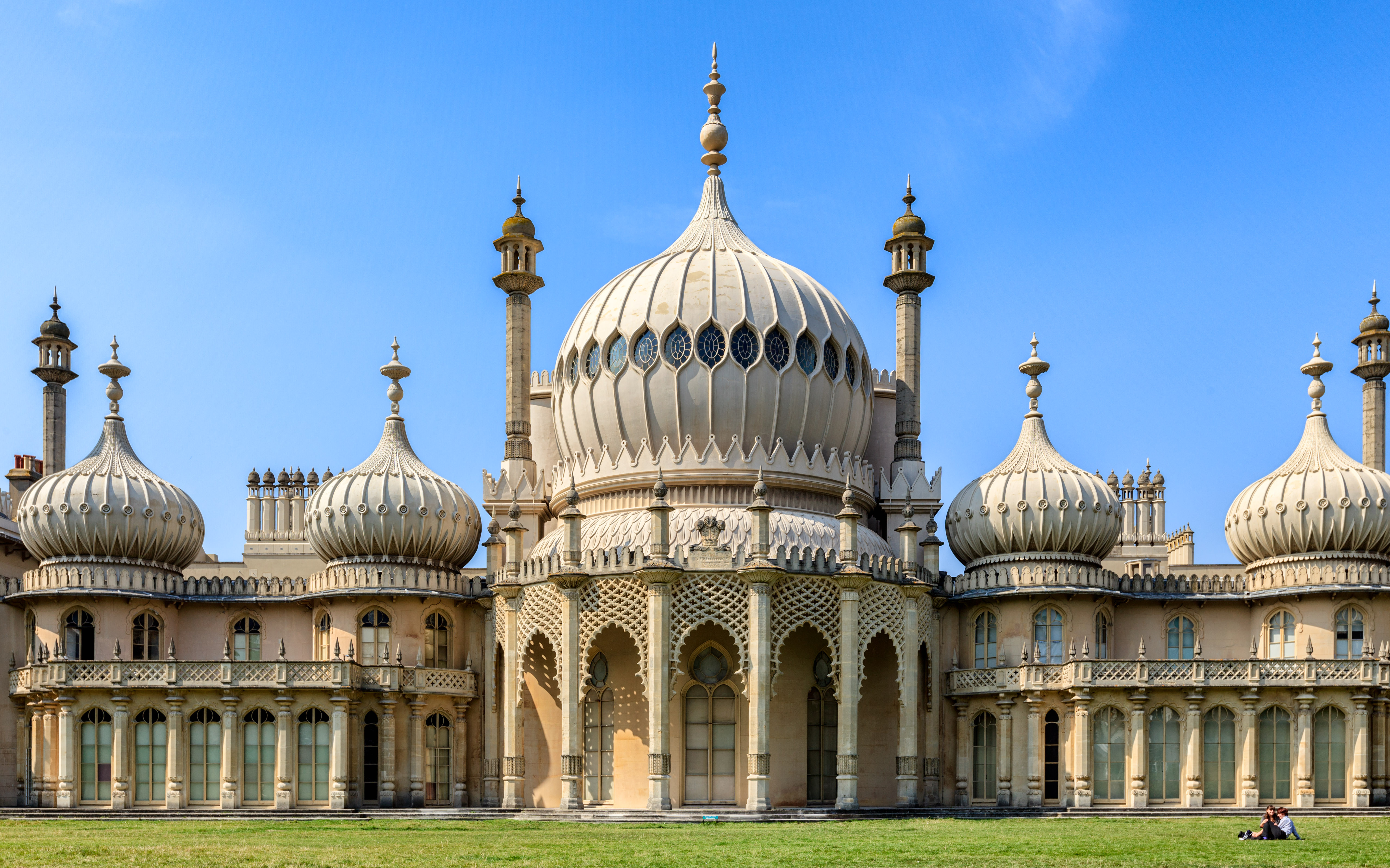
Le Royal Pavilion.

Grande ville balnéaire estudiantine de par ses universités, Brighton est très prisée par la jeunesse britannique : à une heure de Londres, les plages et le rythme de la ville séduisent les jeunes Anglais. Les années 1960 et 1970 ont été le berceau d’un grand mouvement culturel, les mods (modernistes), qui ont influencé l’esprit de cette ville (cf. le film Quadrophenia tourné à Brighton). En 1961 est inaugurée l'Université du Sussex.
En 1980 arrêt de la ligne saisonnière Dieppe-Brighton en Seajet. En 1984 un attentat à la bombe est perpétré au Grand Hôtel par l'IRA contre Margaret Thatcher.
En 1997, Brighton et Hove ont été réunis pour former l’Unitary Authority de Brighton & Hove, qui a ensuite reçu de la Reine le statut de la ville dans le cadre des célébrations du millénaire en l’an 2000.
Le 6 mai 2010, les électeurs de la circonscription de Brighton Pavillion ont élu la première députée écologiste du Royaume-Uni. Présidente du Green Party, Caroline Lucas a été élue avec 31,33 % des suffrages, devant les candidates du Labour (28,91 %) et du parti conservateur (23,68 %).

## Population et société

### Démographie
Brighton a connu une croissance démographique forte et rapide, passant d'environ 160 000 habitants en 1961 à 273 400 au recensement de 2011.

### Enseignement
Brighton est un centre important d’éducation avec deux universités (l'Université du Sussex et l'Université de Brighton) et le secteur du séjour linguistique est largement représenté avec plus de quarante écoles d’anglais.

## Économie
Brighton est une destination touristique populaire qui compte de nombreux hôtels, des restaurants et un équipement de loisirs, et qui tire de grands profits de la tenue de congrès d’affaires.

## Lieux et monuments

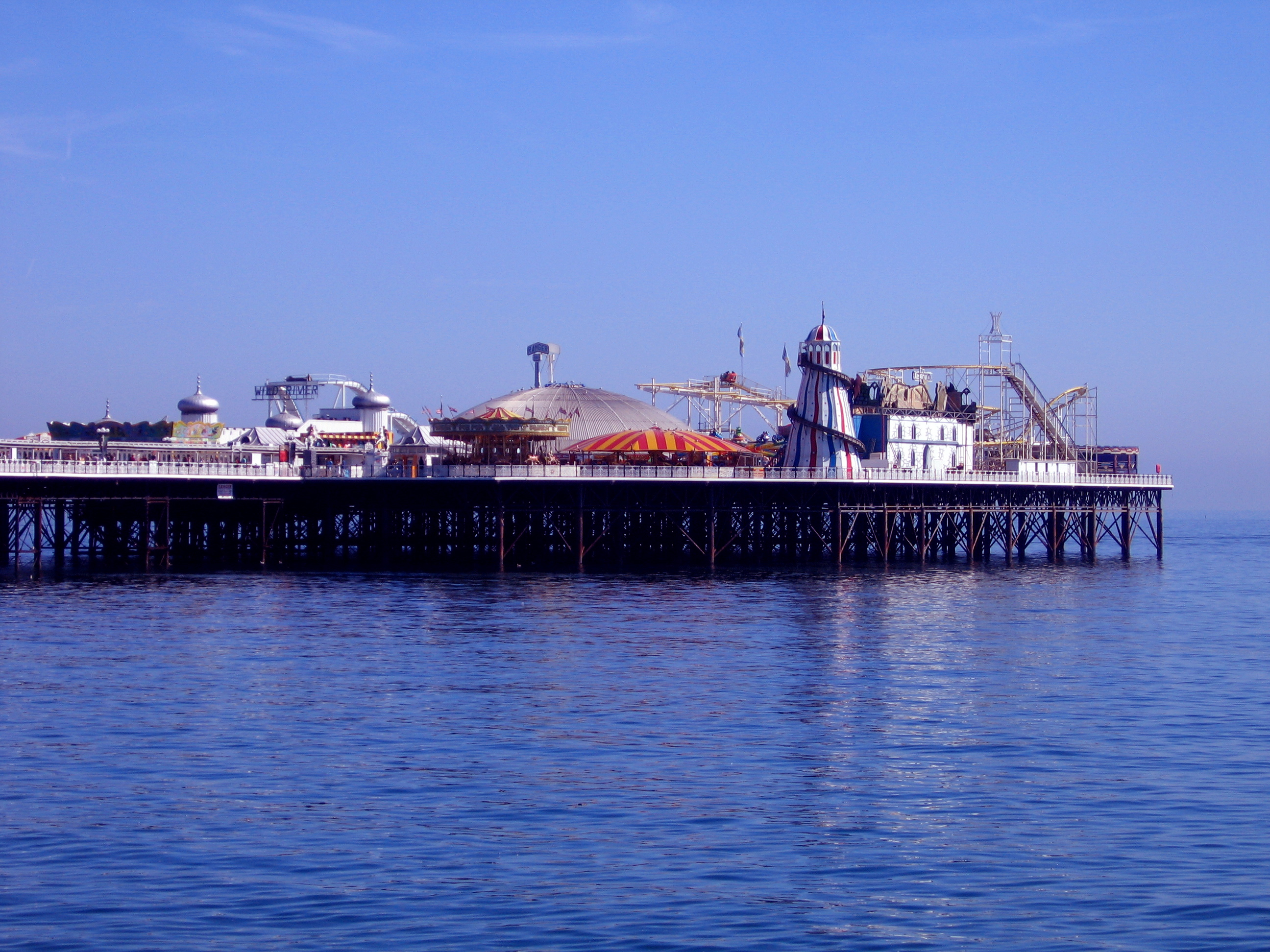
Attractions à l’extrémité de la jetée de Brighton.

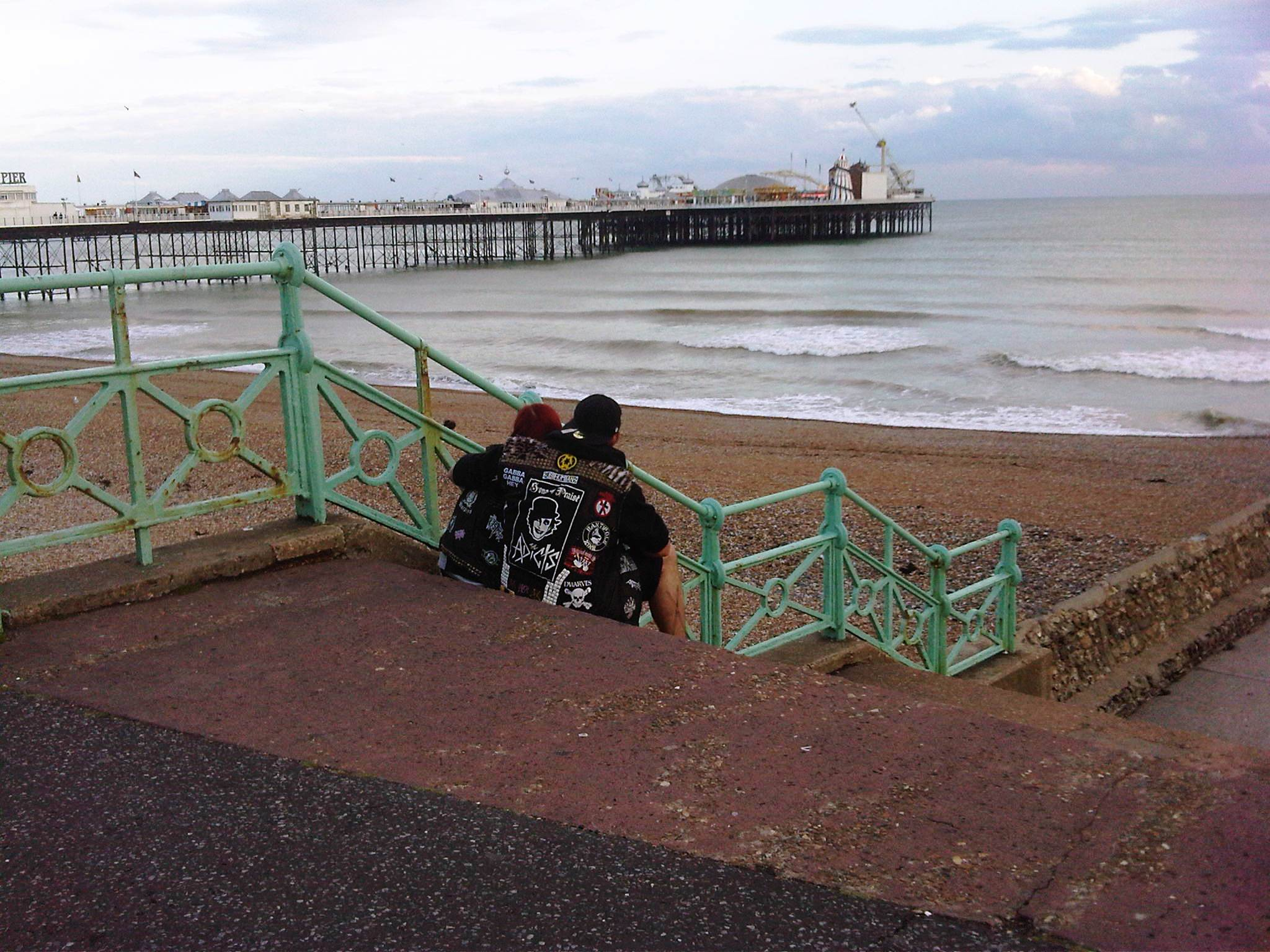
La plage et la jetée Brighton.

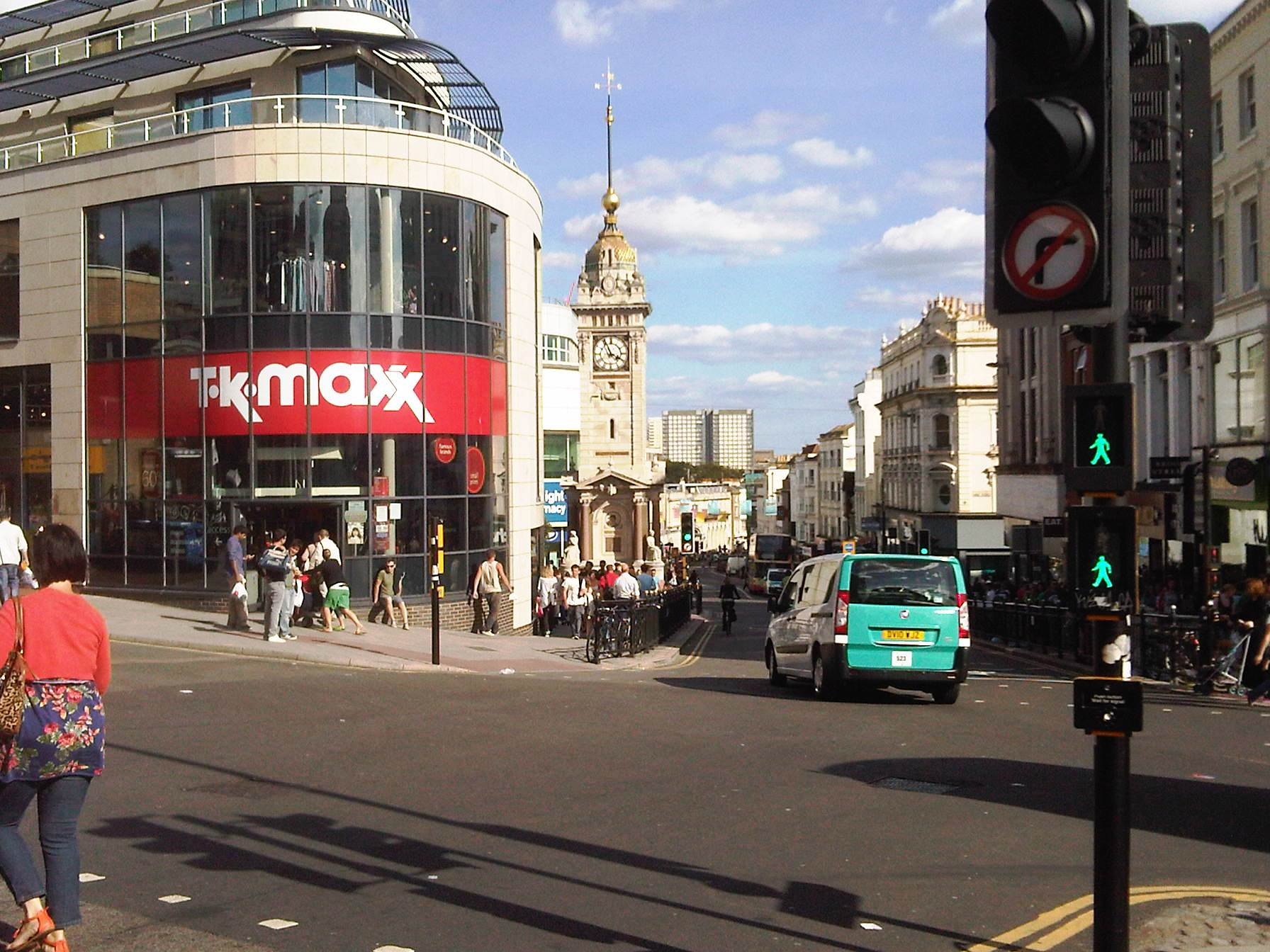
Brighton Clocktower.

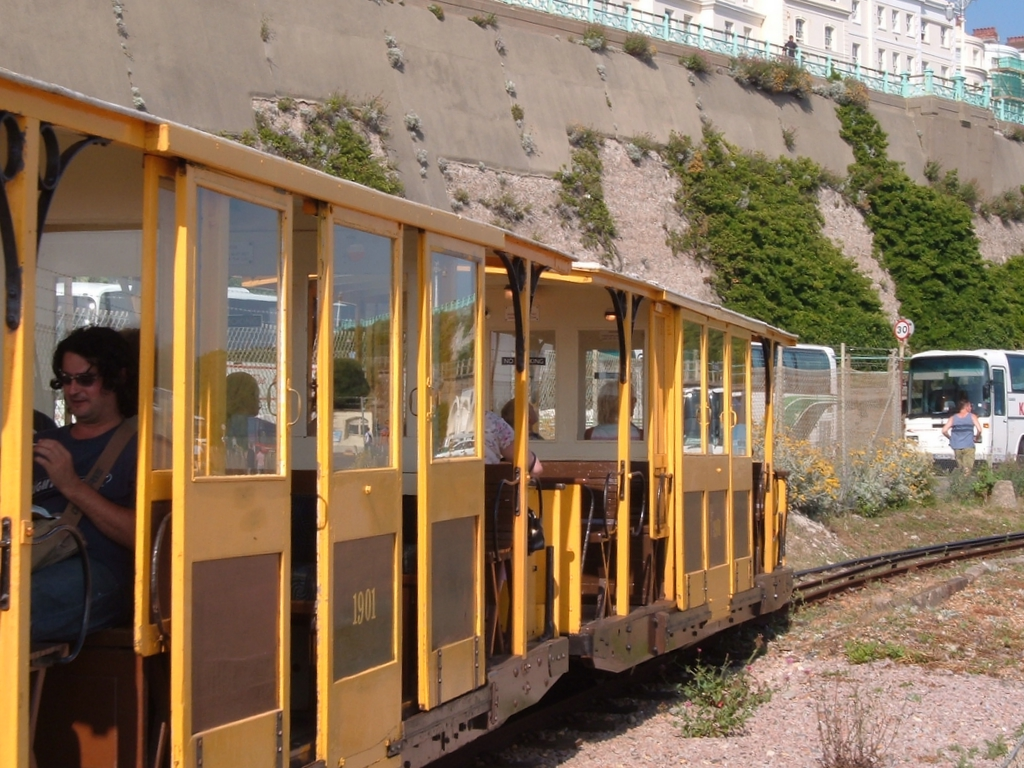
Le Volk's Electric Railway.

La jetée de Brighton (Brighton Pier, ou Palace Pier) est une grande jetée inaugurée en 1899. On y trouve une grande fête foraine permanente, des restaurants et des salles de jeux.
La jetée ouest (West Pier) a été construite en 1866 mais elle est fermée depuis 1975, dans l’attente de travaux de rénovation. La jetée ouest était classée monument historique en 1975, jusqu’à ce qu'un incendie la détruise presque totalement en 2003, à l'exception d'une carcasse métallique calcinée et battue par les flots.
Le Royal Pavilion est un ancien palais royal construit au début des années 1800 pour être la résidence du prince régent, le futur roi George IV. Il est remarquable par son architecture indienne et son intérieur plein de chinoiseries. Le bâtiment et les jardins ont été achetés par la ville en 1849.
Une grande roue, comparable au London Eye, la Brighton Wheel est placée à côté depuis octobre 2011 après avoir connu un autre emplacement.
En 1883, Magnus Volk a construit un chemin de fer électrique sur le bord de la mer près de Brighton. Aujourd'hui le Volk's Electric Railway est une attraction touristique.
La tour de l'Horloge (Brighton clocktower), construite en 1888 pour le jubilé d'or de la reine Victoria, se trouve au milieu d'un des principaux carrefours de Brighton.
Le Grand Hôtel, construit en 1864, fut le théâtre d'un attentat raté en 1984 contre la première ministre conservatrice Margaret Thatcher.
La tour British Airways i360 a été conçue par le cabinet d'architectes Marks & Barfield, également à l'origine du London Eye. La tour British Airways i360 est la plus haute tour ascensionnelle du monde. Son mat mesure 162 mètres de hauteur et est entouré d'une plateforme circulaire mobile d'observation d'une capacité de deux cents personnes, dont la forme caractéristique lui vaut le surnom de Donut. Cette plate-forme panoramique en forme de soucoupe en verre et acier d'un poids de 94 tonnes est conçue et fabriquée par la société française Sigma Composite basée en Isère. Le projet est adopté en juin 2006 par le conseil communal de Brighton et Hove, et les travaux sur le site, juste en face du West Pier aujourd'hui disparu, débutent en mai 2014. La plate-forme s'élève jusqu'à une altitude de 138 mètres dans un temps de 5 minutes et 20 secondes, et offre une vue panoramique à 360° sur Brighton, le massif des South Downs et sur la côte du Sussex. L'énergie utilisée pour son fonctionnement est entièrement renouvelable. Le projet, d'un coût total de 60 millions d'euros, est financé à hauteur de 48 millions d'euros par un prêt de l'agence publique de financement "Public Works loan board". Le sponsor officiel étant British Airways, la tour d'observation est officiellement baptisée British Airways i360. Son ouverture au public a lieu le 4 août 2016.

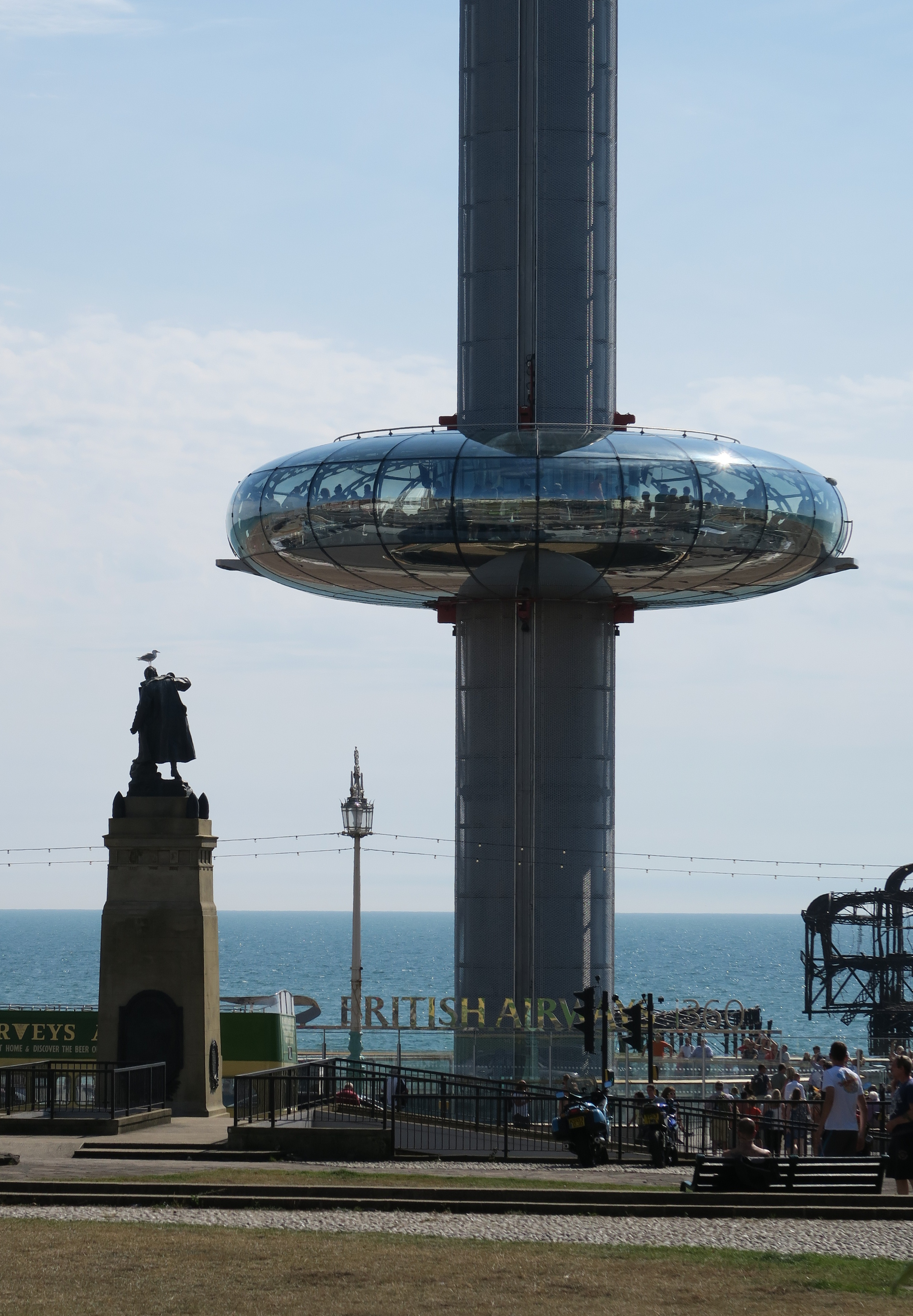
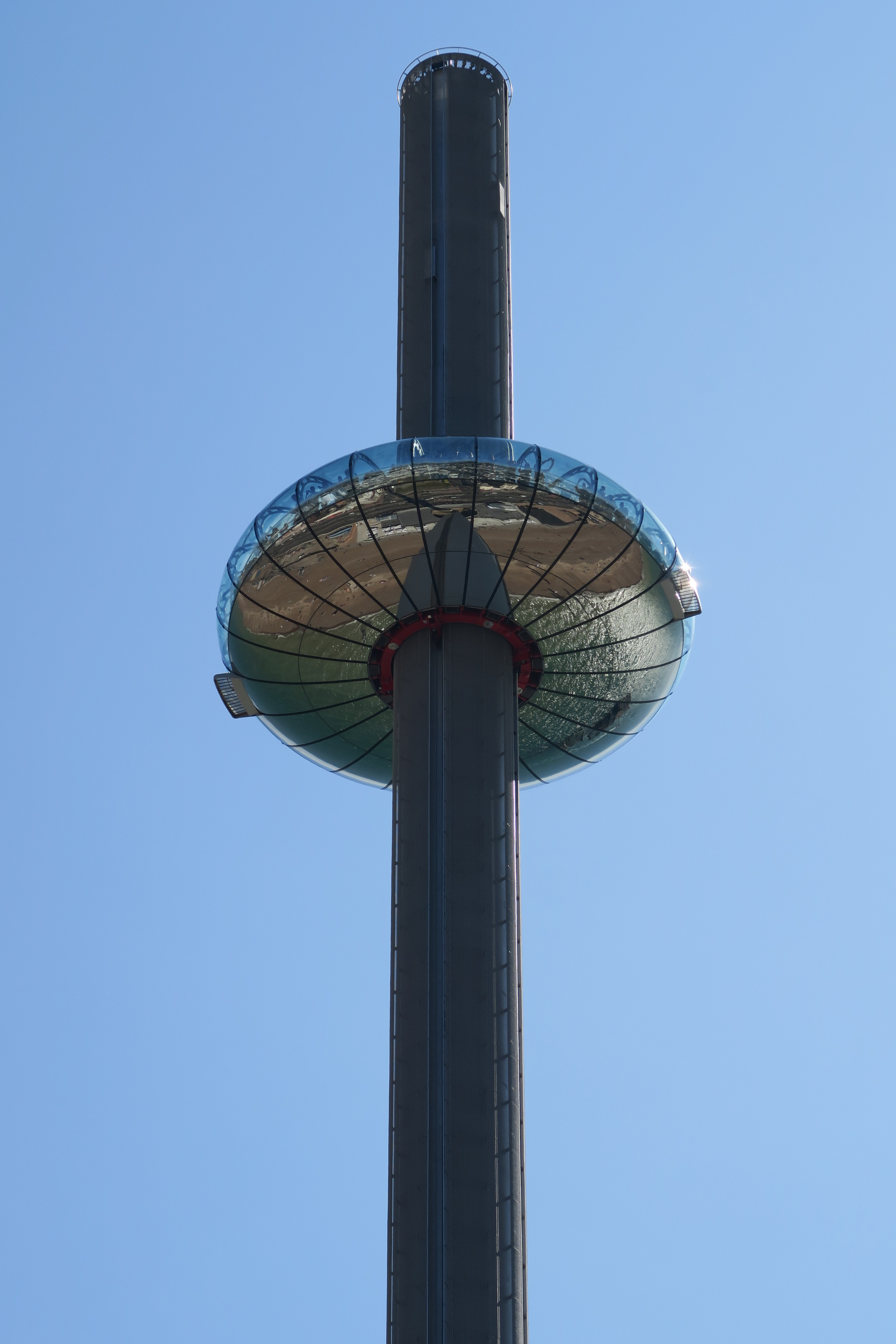
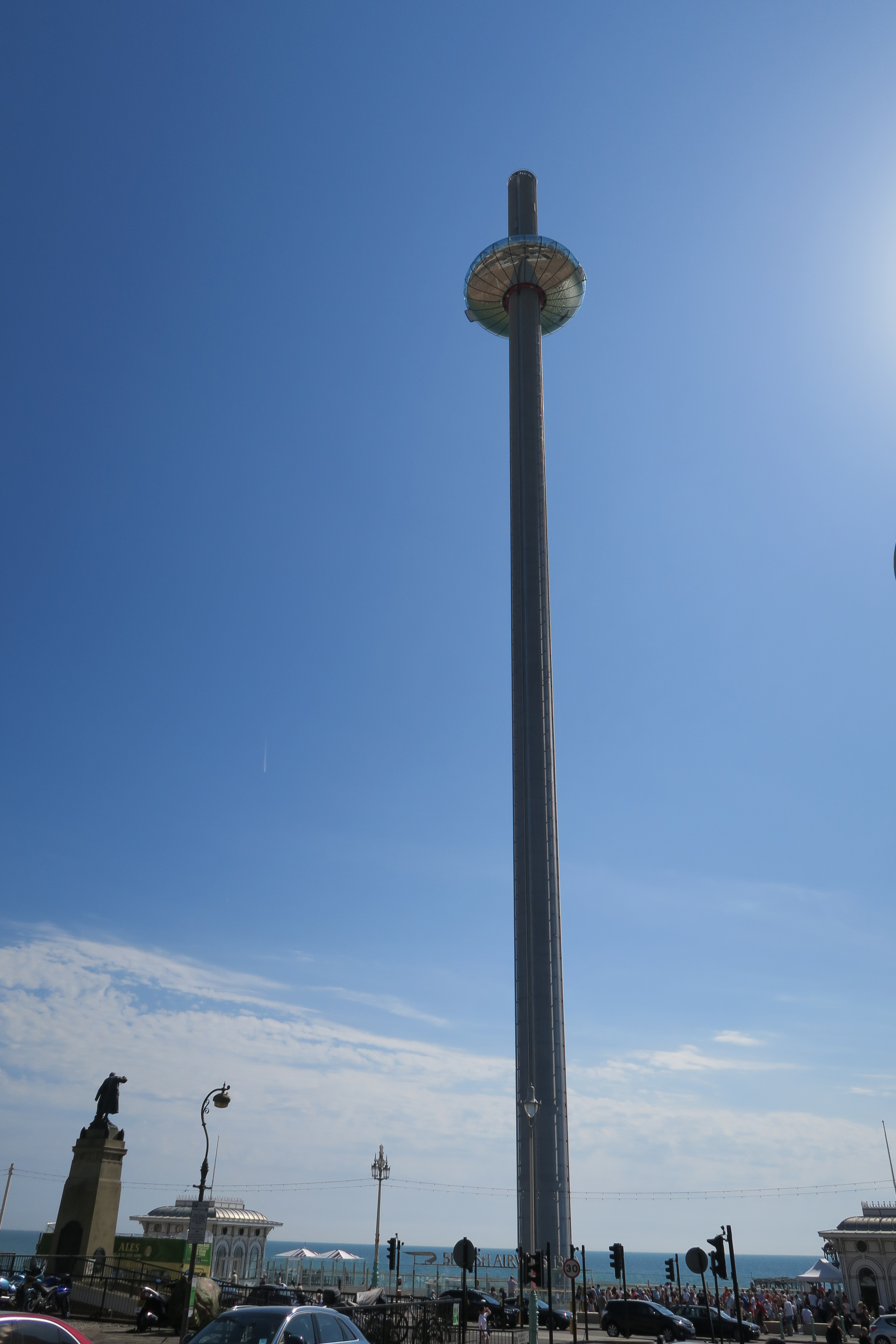
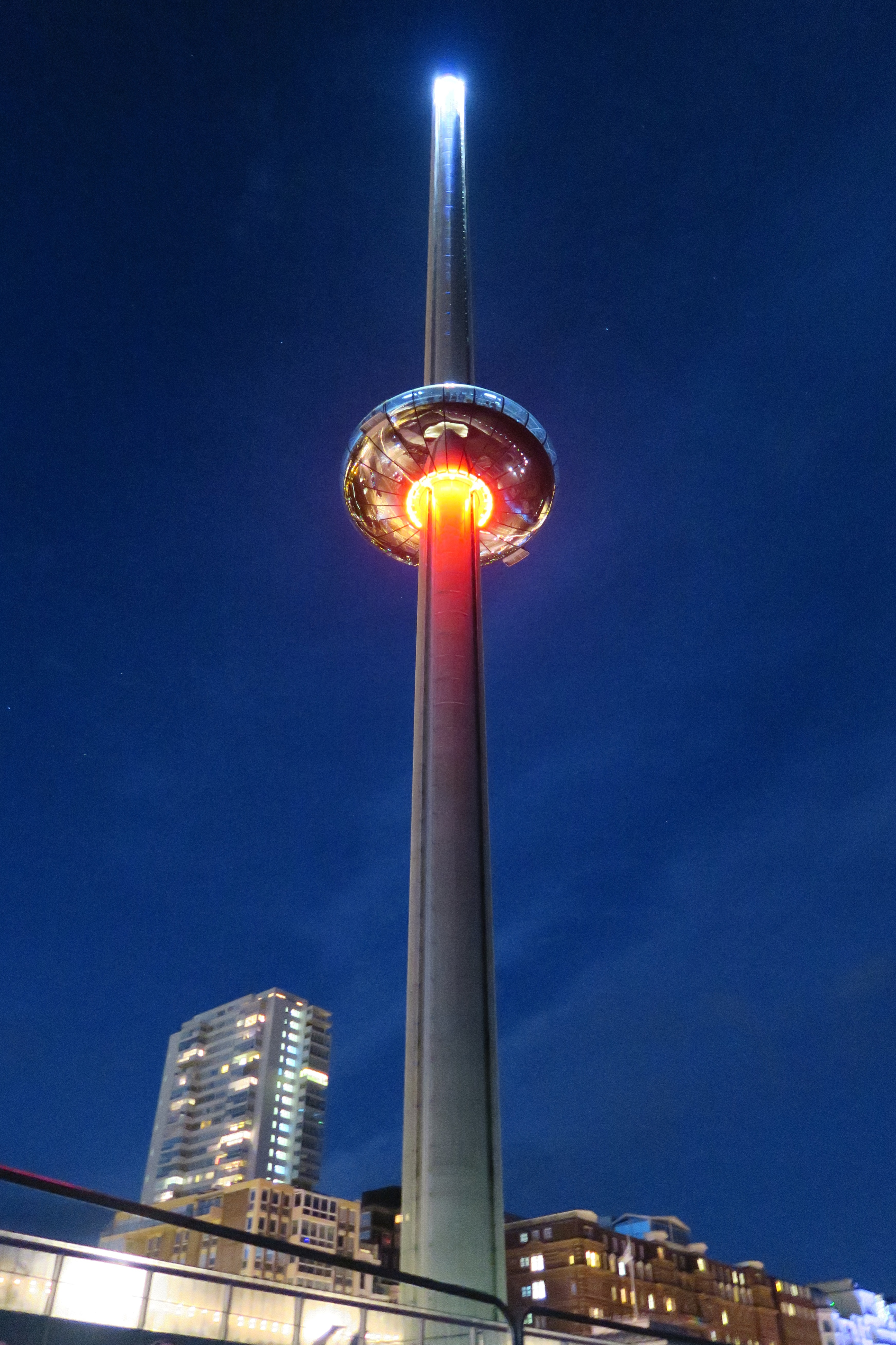

## Sports

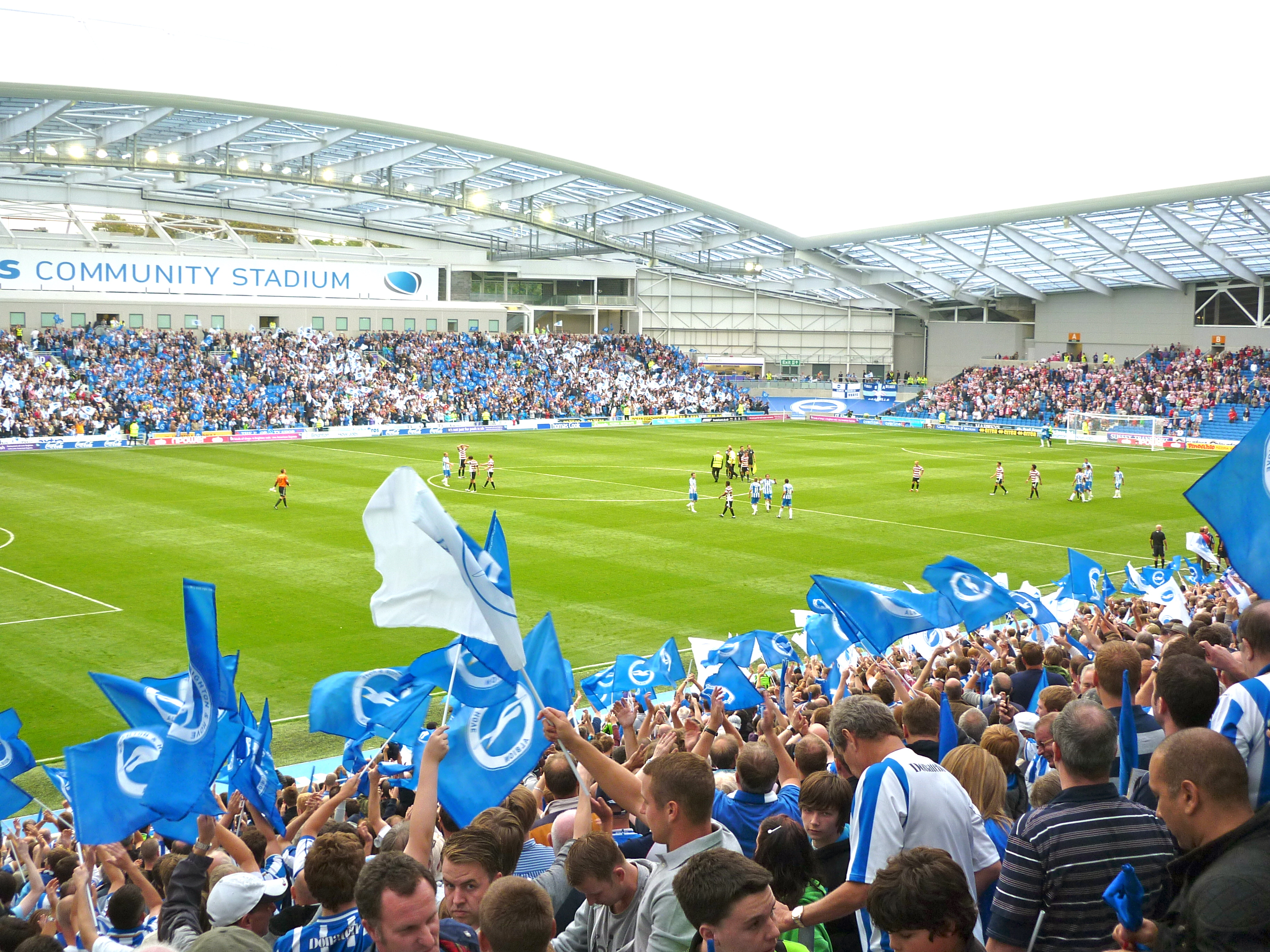
Match du Brighton & Hove Albion F.C. au Falmer Stadium lors de la saison inaugurale 2011-2012.

Le Brighton & Hove Albion Football Club est le principal club de football local, et a été fondé en 1901. Il est admis à participer au Championnat d'Angleterre de football, la première division anglaise, depuis le terme de la saison 2016-2017. Après avoir joué pendant des décennies à Goldstone Ground, jusqu'à la saison 1996-1997, le club traverse douze années sans stade fixe, avant de s'installer définitivement au Falmer Stadium, dont il reçoit les clés en 2011.

## Arts
Le peintre paysagiste John Constable a peint la plage de Brighton à plusieurs reprises dans les années 1820.
- Plage de Brighton, vers 1824, aquarelle et mine de plomb, 8 × 10 cm, musée du Louvre, Paris[4].
- Plage de Brighton, avec des navires charbonniers, 1824, huile sur papier, 15 × 25 cm, Victoria and Albert Museum, Londres, Charbonniers, Victoria and Albert Museum.
- La Plage de Brighton, avec bateau de pêche et équipage, 1824, huile sur papier, 24 × 30 cm, Victoria and Albert Museum, Londres, Bateau, Victoria and Albert Museum.
- Plage de Brighton (esquisse), 1824, huile sur papier, 12 × 30 cm, Victoria and Albert Museum, Londres, Plage, Victoria & Albert M..
- Jetée de la chaîne, Brighton, 1826-1827, huile sur toile, 126 × 182 cm, Tate Britain, Londres[5].
- Scène côtière à Brighton : soir ou La Baie de Shoredan, 1828, huile sur papier, 20 × 25 cm, Victoria and Albert Museum, Londres[6].
- Mer orageuse, Brighton, vers 1828, huile sur papier monté sur toile, 16 × 27 cm, Yale Center for British Art, New Haven[7].

Plage de Brighton, avec des navires charbonniers, 1824 Victoria and Albert Museum, Londres.
Jetée de la chaîne, Brighton, 1826-1827 Tate Britain, Londres.
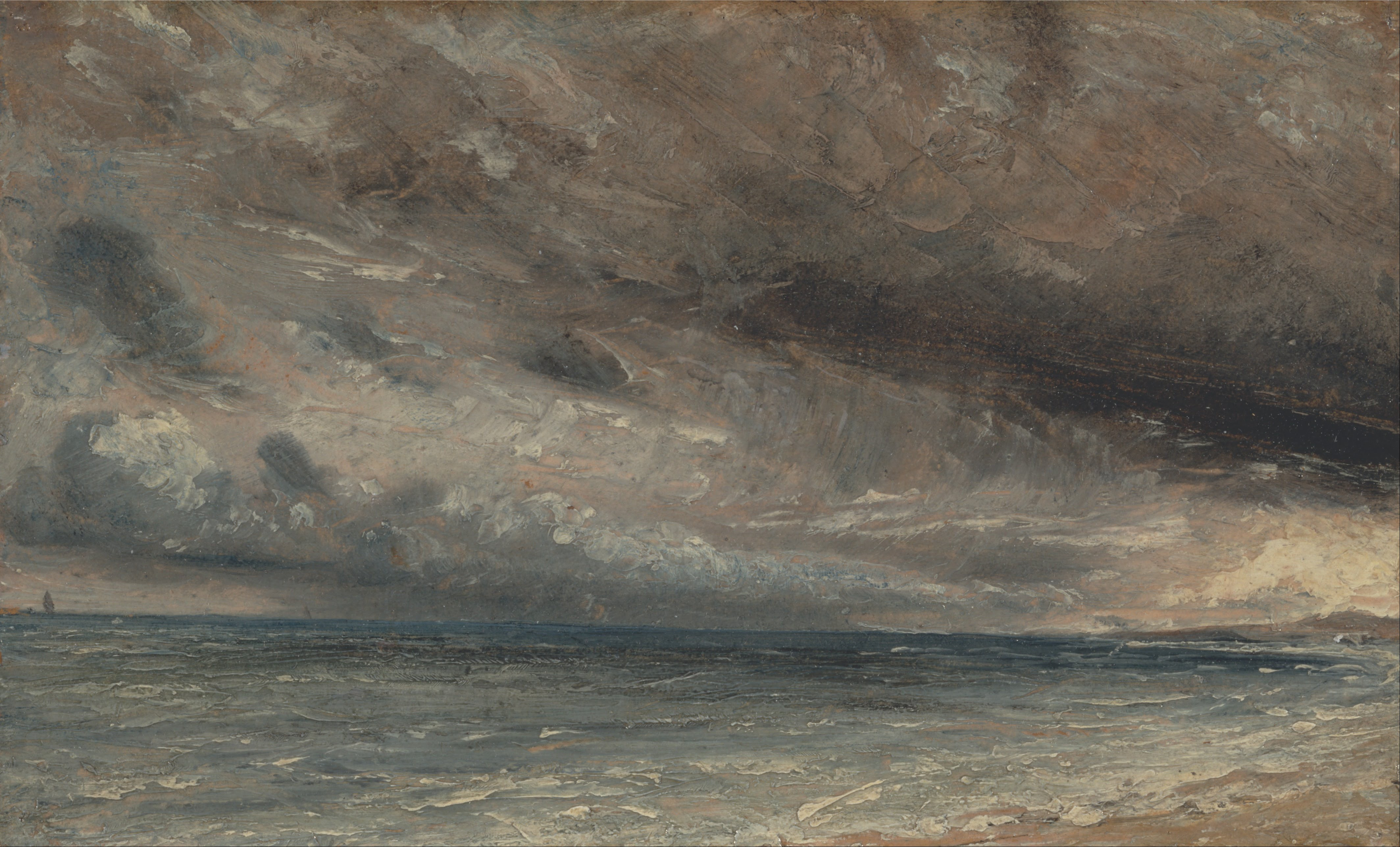
Mer orageuse, Brighton, vers 1828, Yale Center for British Art.

## Média
- Est basé à Brighton, The Argus (en), journal local propriété du groupe Newsquest (en), dont les éditions sont diffusées, outre la cité de Brighton and Hove, ailleurs dans le Sussex de l'Est, ainsi que dans le Sussex de l'Ouest.

## Jumelages
- Dieppe (France)
- Reykjanesbær (Islande)

## Personnalités liées à la commune

### Naissance
- Personnalités nées à Brighton

### Décès
- Personnalités décédées à Brighton

### Autres
De très nombreuses personnalités liées à la musique résident, travaillent ou sont passées par Brighton :
- la chanteuse Adele habite avec son petit ami sur le front de mer de la ville ;
- le groupe ABBA a remporté l'Eurovision de 1974 au Brighton Dome ;
- l'acteur Brenock O’Connor, qui joue le rôle de Olly dans Game of Thrones, a grandi à Brighton et y suit toujours des cours de théâtre ;
- Cate Blanchett, actrice australienne, habita dans le quartier de Kemptown de 2003 à 2006 ;
- Paul McCartney, membre des Beatles, habita sur le front de mer de Hove avec sa femme Heather Mills ;
- Simon Cowell, producteur du jeu télévisé X Factor, acteur et compositeur, est né à Brighton ;
- Rag'n'Bone Man, chanteur originaire de Brighton ;
- The Kooks, groupe de rock anglais originaire de Brighton ;
- Robyn Young, romancière anglaise qui vit et écrit à Brighton à temps plein ;
- Passenger, chanteur originaire de Brighton ;
- Fatboy Slim AKA Norman Cook, DJ/Producteur/Compositeur de musique électronique, inventeur du Big Beat ;
- Bat for Lashes AKA Natasha Khan, chanteuse originaire de Brighton. Son album Two Suns a été nommé pour le Mercury Prize 2009 ;
- The Go! Team, groupe d'électro-pop-rock basé à Brighton. Leur album Thunder, Lightning, Strike fut nommé pour le Mercury Prize en 2005 ;
- British Sea Power, groupe de rock indépendant basé à Brighton. Leur album Do You Like Rock Music fut nommé pour le Mercury Prize en 2008 ;
- Primal Scream, groupe de musique électronique basé à Brighton durant les années 1990 ;
- Electrelane, groupe de rock indépendant originaire de Brighton ;
- The Levellers, groupe de punk/rock britannique basé à Brighton ;
- Nick Cave, chanteur du groupe australien Nick Cave and the Bad Seeds. Habite à Hove ;
- David Gilmour, guitariste, chanteur et un des compositeurs du groupe Pink Floyd. Habite sur le front de mer de Hove ;
- Dave Clarke, DJ/Producteur/Compositeur de musique électronique originaire de Brighton
- Heather Mills, ex-mannequin, ancienne épouse de Paul McCartney, ambassadrice des Nations unies (ONU) pour la lutte contre les mines anti-personne. Habite sur le front de mer de Hove ;
- The Pipettes, groupe de pop originaire de Brighton ;
- The Maccabees, groupe de rock indépendant basé à Brighton ;
- Blood Red Shoes, groupe de rock alternatif basé à Brighton ;
- Alan Donohoe, chanteur du groupe de rock The Rakes. Habite à Brighton ;
- La troupe de percussionnistes Stomp fut créée à Brighton. Plusieurs membres y possèdent par ailleurs un théâtre : The Old Market ;
- The Electric Soft Parade, groupe de rock indépendant basé à Brighton ;
- Electrelane, groupe de rock indépendant basé à Brighton ;
- Fujiya & Miyagi, groupe de musique électronique basé à Brighton ;
- South Central, duo de DJs originaires de Brighton ;
- Bonobo, producteur, compositeur et DJ trip-hop, signé sur le label Ninja Tune, est originaire de Brighton ;
- The Eighties Matchbox B-Line Disaster, groupe de psychobilly basé à Brighton ;
- Peter and the Test Tube Babies, groupe de punk formé à Brighton ;
- Gaz, leader du groupe Supergrass a habité dans le quartier de Kemptown ;
- Joseph Mount, leader du groupe britannique Metronomy, a vécu à Brighton ;
- la chanteuse Islandaise Emilíana Torrini vit désormais à Brighton ;
- Noel Gallagher, ex-chanteur et guitariste du groupe Oasis y possède une maison ;
- Damien Harris AKA Midfield General, fondateur avec Fatboy Slim du label Skint Records. Producteur du groupe Justice ;
- Carl Cox, célèbre DJ habitant à Brighton ;
- Kele Okereke, chanteur du groupe anglais Bloc Party est très attaché à Brighton, il en parle d'ailleurs dans la chanson Wainting For The 7.18 : Let's drive to Brighton on the weekend ("Allons à Brighton ce weekend !") ;
- Darren Tulett, journaliste sportif spécialisé dans le football, consultant sur Beinsport, né à Brighton ;
- Lucy Griffiths, actrice, célèbre pour avoir interprété le rôle de Marianne dans la série télévisée Robin des Bois. Née à Brighton ;
- Michael Jayston, acteur, habite à Brighton ;
- Steve Ferrone, batteur de Tom Petty & The Heartbreakers, y est né et y a vécu durant sa jeunesse ;
- Pete Walker, réalisateur, né à Brighton ;
- Architects, groupe de metalcore originaire de Brighton ;
- Conor Maynard chanteur de Pop-Rock découvert grâce à YouTube ;
- Jacksepticeye, vidéaste de variété sur YouTube, y réside ;
- PewDiePie vidéaste de jeux vidéo sur YouTube, y réside.
- TommyInnit et Tubbo , streameurs sur Twitch et vidéastes de jeux vidéo sur YouTube, y réside ;
- FuturLab studio indépendant de jeux vidéo derrière des jeux comme Velocity et Surge, y réside ;
- Royal Blood, groupe de rock formé à Brighton et composé de Mike Kerr et Ben Thatcher ;
- Zoella et Alfie Deyes, youtubeurs anglais, y résident ;
- Foals, groupe de rock britannique originaire d'Oxford, y ont résidé.